# ماینراد میتنبرگر
ماینراد میتنبرگر (انگلیسی: Meinrad Miltenberger; ۶ دسامبر ۱۹۲۴ – ۱۰ سپتامبر ۱۹۹۳) قایقران کانو اهل آلمان بود.